# Юровски дол
Юровски дол (на словенски: Jurovski Dol) е село, което е административен център на община Свети Георги в Словенских горицах, Североизточна Словения. Районът е част от Подравски регион.

## География
Юровски дол е на 145 км от Любляна, на 20 км от Марибор и само на 15 км от австрийската граница.
Намира се в долината на Глобовница, приток на река Велка.

## История
За пръв път селото се появява като селище в писмените източници през 1324 г. като Gorigendorf in der Welik.
На 7 юни 1992 г. словенският политик Иван Крамбергер е застрелян в селото преди започнване на изборите за президент.

## Забележителности
В центъра на селото се намира римокатолическата църква, посветена на Свети Георги (Свети Юрий). Тя е готическа сграда, датираща от началото на 16 век с барокови странични параклиси. До нея се намира къщата на словенския епископ, писател и поет Антон Мартин Сломшек.
Селото има собствена пожарна станция, поща от 1 март 1889 г., основно училище и детска градина.
Най-голямата атракция, привличаща хиляди посетители на Юровски дол, е традиционната неделя на Свети Юрий през април.
В селото се намира Културния център „Иван Цанкар“, където се провеждат множество културни презентации на базата на училищна и културна програма.
Селото е вписано в Регистъра на културното наследство на Словения като стационарен паметник от местно значение.